# Šavnik
Šavnik je naselje v Črni gori, ki upravno spada pod občino Šavnik.
Stoji ob izlivu rečice Šavnik v Bukovico ob cesti, ki pelje iz 45 km oddaljenega Nikšića v gorsko turistično mestece Žabljak, do katerega je 15 km. Šavnik ima v grbu dve sonci, ker je obkroženo s številnimi vrhovi in sonce tam večkrat vzide in zaide. Občinski dan (dan upora v drugi svetovni vojni) je 22. julij. 

## Demografija
| Pregled števila prebivalstva po letih | Pregled števila prebivalstva po letih | Pregled števila prebivalstva po letih | Pregled števila prebivalstva po letih | Pregled števila prebivalstva po letih | Pregled števila prebivalstva po letih | Pregled števila prebivalstva po letih | Pregled števila prebivalstva po letih | Pregled števila prebivalstva po letih |
| ------------------------------------- | ------------------------------------- | ------------------------------------- | ------------------------------------- | ------------------------------------- | ------------------------------------- | ------------------------------------- | ------------------------------------- | ------------------------------------- |
| 1948                                  | 1953                                  | 1961                                  | 1971                                  | 1981                                  | 1991                                  | 2003                                  | 2011                                  | 2023                                  |
| 335                                   | 277                                   | 487                                   | 486                                   | 633                                   | 821                                   | 570                                   | 472                                   | 360                                   |